# Vương Đài
Vương Đài (tiếng Trung: 王台; bính âm: Wáng Tái, ?-1582), cũng gọi là Vạn (chữ Hán: 萬, tiếng Mãn: ᠸᠠᠨ, chuyển tả: Wan) thuộc Na Lạp thị, con trai của Triệt Triệt Mục, tức con trai trưởng của Tháp Sơn Tả vệ đô đốc Khắc Thập Nạp. Ông cũng là cháu (chất) của Cáp Đạt bối lặc Vương Trung, cũng xưng là "Vạn Hãn" (tiếng Mãn: ‍ᠸᠠᠨᡥᠠᠨ, chuyển tả: Wanhan).
Vương Đài những năm đầu sông tại Tuy Cáp thành. Do Vương Trung bị bộ hạ biến loạn sát hại. Con trai là Bác Nhĩ Không vì nhớ thù cha, không kế vị chức bối lặc, nghênh anh họ là Vương Đài kế vị. Vương Đài lĩnh 13 trại, kế vị bối lặc, báo thù cho Vương Trung. Về sau, Vương Đài đưa ra sách lược "viễn giao cận công", bộ lạc Cáp Đạt trở nên lớn mạnh hơn, xưng bá trong các bộ Nữ Chân. Sách sử có ghi lại, đương thời Diệp Hách, Ô Lạp, Huy Phát và Hồn Hà bộ của Kiến Châu Nữ Chân đối với Cáp Đạt "tận giai phục chi". Do đó, Vương Đài coi Cáp Đạt là "nước", coi mình là Hãn. Con trai thứ ba của Thanh Hưng Tổ Phúc Mãn cũng kết thân nhân với Vương Đài.
Năm Vạn Lịch thứ 2 (1574), Vương Đài bắt được Vương Cảo, giải đến kinh thành. Triều đình nhà Minh tấn phong cho Vương Đài làm Hữu trụ quốc, Long Hổ tướng quân, phong hai con trai làm đô đốc, ban cho 20 lạng vàng.
Trong những năm cuối của Vương Đài, Cáp Đạt sinh hoạt hủ hóa, dân chúng không chịu đựng nổi, thường có các cuộc nổi loạn, bỏ sang Diệp Hách, thế lực suy yếu. Tháng 7 năm Vạn Lịch thứ 10 (1582), Vương Đài bị bệnh mất.
Sau khi Vương Đài chết, con trai cả là Hỗ Nhĩ Can kế vị, riêng Khang Cổ Lỗ không phục, hai người đánh lẫn nhau, Khang Cổ Lỗ không địch nổi đào thoát đến Diệp Hách.